# Barbastella beijingensis
Barbastella beijingensis (Zhang, Han, Jones, Lin, Zhang, Zhu, Huang & Zhang, 2007) è un pipistrello della famiglia dei Vespertilionidi endemico della Cina.

## Descrizione

### Dimensioni
Pipistrello di piccole dimensioni, con la lunghezza totale tra 49,7 e 54,3 mm, la lunghezza dell'avambraccio tra 41,1 e 46,4 mm, la lunghezza della coda tra 32,7 e 47 mm, la lunghezza del piede tra 6,2 e 9,6 mm, la lunghezza delle orecchie tra 13,1 e 15,9 mm e un peso fino a 13,9 g.

### Aspetto
La pelliccia è lunga. Le parti dorsali sono nere, con le punte dei peli grigio-brunastre, mentre le parti ventrali sono leggermente più chiare. Il muso è corto, largo, tronco e con due rigonfiamenti ghiandolari densamente ricoperti di peli sui lati. Il labbro superiore è densamente frangiato, mentre le narici si aprono verso l'alto e all'infuori. Le orecchie sono grandi ma non allungate, unite alla base, rivolte in avanti e con un lobo antitragale alla base del bordo esterno.  Il trago è più lungo della metà del padiglione auricolare e di forma triangolare. Le ali sono attaccate posteriormente alla base dell'alluce. La punta della coda si estende leggermente oltre l'ampio uropatagio. Gli arti inferiori sono allungati.

### Ecolocazione
Emette due tipi di ultrasuoni alternati. Il primo è formato da impulsi di breve durata con frequenza iniziale a 42,7±1,6 kHz, frequenza finale a 25,1±1,4 kHz e massima energia a 39,4±0,7 kHz. Ad esso si intervallano dei segnali a frequenza modulata di breve durata con frequenza iniziale a 39,2±1,6 kHz, frequenza finale a 26,8±0,5 kHz e massima energia a 32,1±1,9 kHz.

## Biologia

### Comportamento
Si rifugia all'interno di grotte o tunnel abbandonati insieme ad altre specie di pipistrelli, in particolare Rhinolophus ferrumequinum, Myotis pilosus, Myotis blythii e 'alcune forme del genere Murina.

### Alimentazione
Si nutre di insetti.

## Distribuzione e habitat
Questa specie è conosciuta soltanto nel distretto di Fangshan, 100 Km a sud-ovest di Pechino.
Vive in foreste temperate calde formate da Pinus tabulaeformis, Sabina chinensis e querce.

## Conservazione
Questa specie, essendo stata scoperta solo recentemente, non è stata sottoposta ancora a nessun criterio di conservazione.